# Nuna 9
Nuna 9 is een zonnewagen gebouwd door het Nuon Solar Team. Met Nuna 9 deed het team mee aan de World Solar Challenge 2017, een 3000 km lange race dwars door Australië. Het Nuon Solar Team bestaat uit 16 studenten van de Technische Universiteit Delft. De studies Luchtvaart- en Ruimtevaarttechniek, Industrieel Ontwerpen, Werktuigbouwkunde, Technische Bestuurskunde Technische Natuurkunde, Technische Wiskunde en Elektrotechniek zijn vertegenwoordigd. Energieleverancier Nuon is voor de 9e editie op rij de hoofdsponsor van het team. De Nuna 9 eindigde als eerste in zijn klasse.

## Ontwikkeling
Het team heeft reeds vijf keer de wereldbeker zonneracen gewonnen, in de periode van 2001 tot en met 2007. Daarna bleek de competitie enorm waardoor in twee edities de tweede plaats werd veroverd. In het jaar 2013 werd de beker weer heroverd.

## Specificaties Nuna 9
N.B. Nog niet alle specificaties zijn bekend gemaakt.
| Afmetingen             | Lengte: 3,3 m Breedte: 1,6 m                                                                               |
| Gewicht zonder coureur | 141,0 kg                                                                                                   |
| Coureur                | Gewicht wordt aangevuld tot 80 kg Coureurs zijn geselecteerd op heupbreedte en lengte van het bovenlichaam |
| Aantal wielen          | 4 |
| Zonnecellen            | 2,64 m² gallium arsenide triple junction                                                                   |
| Motor                  | InWheel Direct Drive Elektromotor                                                                          |
| Accu                   | 20 kg |

Nuna 1 · Nuna 2 · Nuna 3 · Nuna 4 · Nuna 5 · Nuna 6 · Nuna 7 · Nuna 8 · Nuna 9 · Nuna 11s